# Robert Petkoff
Robert Petkoff (Sacramento, 7 gennaio 1963) è un attore statunitense, attivo in campo teatrale, cinematografico e televisivo. Petkoff è noto soprattutto come interprete di musical a Broadway e nel West End londinese.

## Biografia
Robert Petkoff è nato a Sacramento, quinto dei sette figli i Carolyn ePeter Petkoff. Dopo gli studi all'Illinois State University, Petkoff ha fatto il suo debutto sulle scene di Chicago, per poi continuare con l'attività teatrale a Los Angeles e Washington, recitando in numerose opere di Shakespeare tra cui Giulio Cesare, Romeo e Giulietta, Troilo e Cressida e Riccardo II. Nel 1999 ha fatto il suo debutto a Broadway nella commedia Epic Proportions, prima di unirsi brevemente alla Royal Shakespeare Company e recitare per la regia di Sir Peter Hall. Hall lo diresse successivamente anche nel West End londinese, dove Perkoff recitò accanto a Judi Dench ed Emily Blunt in The Royal Family all'Haymarket Theatre (2001) e nel tour statunitense de L'importanza di chiamarsi Ernesto con Lynn Redgrave (2007). Nei primi anni 2000, Petkoff cominciò ad affiancare all'attività di attore di prosa anche quella di cantante da musical, interpretando Georges Seurat nel musical Premio Pulitzer Sunday in the Park with George a Chicago nel 2002.
Nel 2004 più tardi tornò a Broadway, dove recitò in acclamato revival di Fiddler on the Roof con Alfred Molina e Harvey Fierstein. Nel 2008 fu diretto da Mike Nichols nel musical Spamalot in scena a Broadway e nel tour statunitense, mentre l'anno successivo fu il co-protagonista Tateh nel musical Ragtime a Broadway. Dopo aver interpretato Buddy in Follies a Chicago, nel 2011 Petkoff tornò a Broadway per recitare in un acclamato revival di Anything Goes con Sutton Foster e il premio Oscar Joel Grey. Nel 2014 recitò ancora a Broadway nel dramma All the Way con Bryan Cranston. Nel 2015 fu ancora a Broadway con la commedia farsesca The 39 Steps, mentre nella stagione teatrale 2016/2017 fu il protagonista Bruce Bechdel nella tournée statunitense di Fun Home, candidato al Premio Pulitzer per la drammaturgia. Nel corso della sua carriera ha recitato in numerose serie televisive, tra cui The Good Wife, Law & Order ed Elementary.

## Filmografia parziale

### Cinema
- Seduttore a domicilio (Loverboy), regia di Joan Micklin Silver (1989)
- Irrational Man, regia di Woody Allen (2015)

### Televisione
- Casalingo Superpiù - serie TV, 1 episodio (1987)
- Sposati... con figli - serie TV, 1 episodio (1987)
- In viaggio nel tempo - serie TV, 1 episodio (1997)
- Law & Order - I due volti della giustizia - serie TV, 3 episodi (1998-2011)
- Law & Order - Unità vittime speciali - serie TV, 1 episodio (2010)
- The Good Wife - serie TV, 1 episodio (2011)
- Forever - serie TV, 1 episodio (2014)
- Elementary - serie TV, 3 episodi (2015)
- Madam Secretary - serie TV, 1 episodio (2018)

## Doppiatori italiani
- Gianfranco Miranda in Irrational Man